# 群馬県道・埼玉県道306号上中森鴻巣線

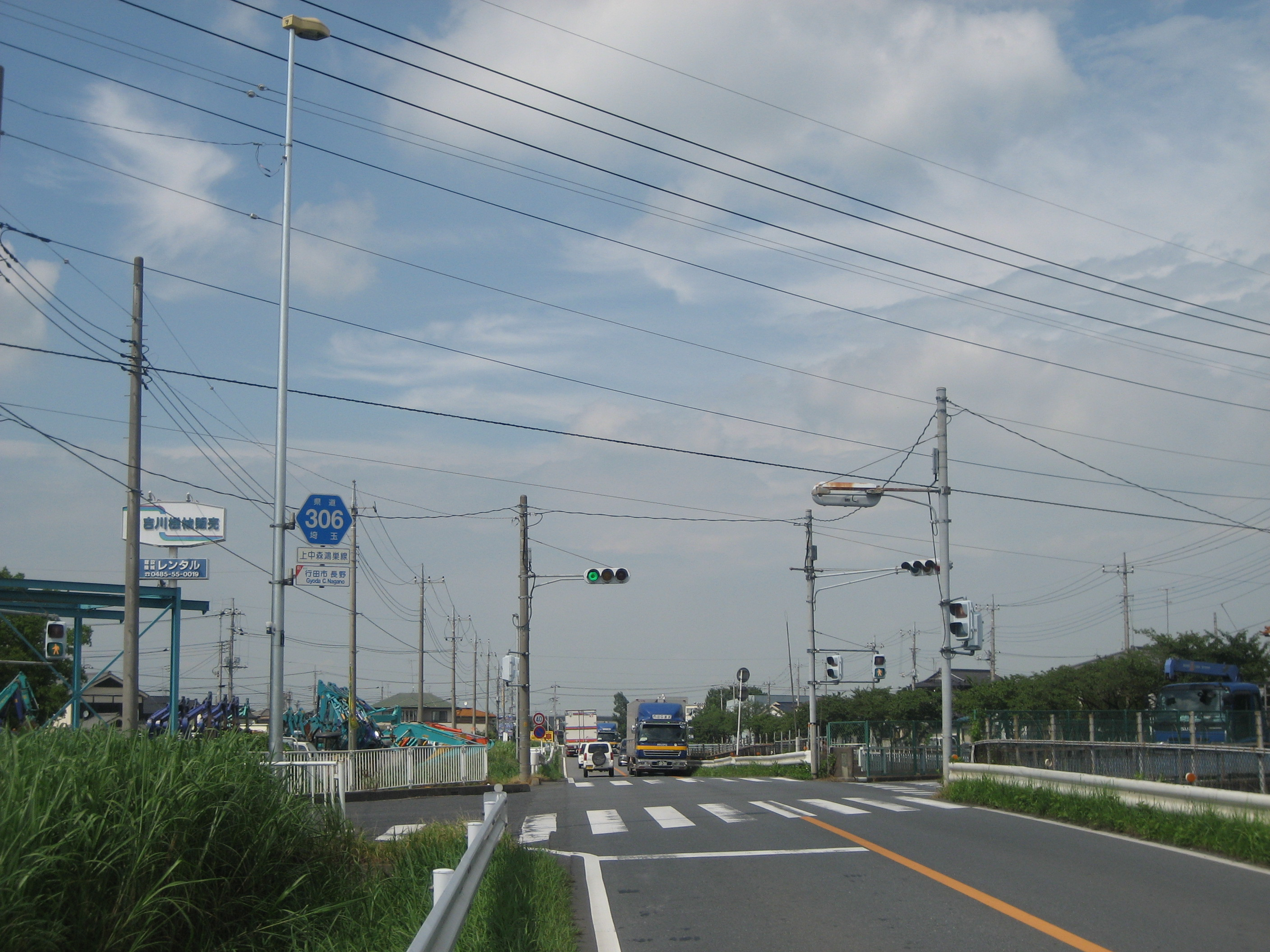
行田市内

群馬県道・埼玉県道306号上中森鴻巣線（ぐんまけんどう・さいたまけんどう306ごう かみなかもりこうのすせん）は、群馬県邑楽郡千代田町から埼玉県鴻巣市に至る一般県道である。

## 概要
起点の群馬県邑楽郡千代田町上中森から埼玉県行田市小見までの区間は、群馬県道・埼玉県道20号足利邑楽行田線と重複している。このため、実際には単独路線としての群馬県道306号は存在せず、埼玉県道306号も単独区間は鴻巣市までの約8.4kmのみである。
重複区間も含めたほぼ全区間が武蔵水路に沿っており、直線と緩やかなカーブが続く良好な線形となっている。（一部両方向が交互に通行するクランク交差点が存在する）
ただし、沿道に休憩ポイントや商業施設は少ない。
また全線片側1車線であり、県道上では歩道は完備されていないが、武蔵水路の対岸には並行する形で遊歩道が整備されている。
埼玉県道20号足利邑楽行田線と一本で続いており、国道17号から直接他路線を経由することなく国道125号や国道354号、国道122号、国道50号と5つもの国道と交差している唯一のルートであり、前述する県道と合わせて工業団地内を通る区間があるため、大型車の往来が激しい。

### 路線データ
- 起点 : 群馬県邑楽郡千代田町上中森（上中森交差点＝群馬県道20号足利邑楽行田線、群馬県道38号足利千代田線、群馬県道368号上中森川俣停車場線交点）
- 終点 : 埼玉県鴻巣市中井/赤見台2丁目（箕田橋交差点＝国道17号交点）

## 路線状況

### 重複区間
- 群馬県道・埼玉県道20号足利邑楽行田線（起点 - 行田市小見・小見交差点）

## 地理

### 通過する自治体
- 群馬県
  - 邑楽郡千代田町
- 埼玉県
  - 行田市 - 鴻巣市

### 交差する道路
- 埼玉県道59号羽生妻沼線（行田市須加・利根大堰交差点）
- 埼玉県道128号熊谷羽生線（行田市荒木・見沼中学前交差点）
- 埼玉県道7号佐野行田線、埼玉県道20号足利邑楽行田線（行田市小見・小見交差点）※県道20号は起点からここまで重複
- 国道125号（行田バイパス）（行田市小見、立体交差）
- 埼玉県道128号熊谷羽生線（行田市富士見町1,2丁目・富士見交差点）
- 埼玉県道77号行田蓮田線（行田市佐間・野合新橋交差点）
- 国道17号（熊谷バイパス）（行田市堤根、立体交差）
  - この立体交差部分では、武蔵水路があるために鴻巣方面への側道が設置されておらず、熊谷方面との連絡のみが可能である。
- 埼玉県道148号騎西鴻巣線（行田市堤根・堤根交差点）

### 沿道の施設
- 利根大堰
- 行田市消防本部・消防署
- 行田警察署
- 富士見工業団地（行田市）
- さきたま古墳公園
- さきたま緑道 - 武蔵水路を挟んだ対岸に平行する遊歩道（自転車歩行者専用道路）